# Manisa (district)
Manisa is een Turks district in de provincie Manisa en telt 332.346 inwoners (2007). Het district heeft een oppervlakte van 1.231,83 km². Hoofdplaats is Manisa.
De bevolkingsontwikkeling van het district is weergegeven in onderstaande tabel.
| 1997    | 2000    | 2007    |
| ------- | ------- | ------- |
| 251.427 | 278.555 | 332.346 |

## Plaatsen in de gemeente
Akçaköy • Akgedik • Asmacık • Avdal • Ayvacık • Bağyolu • Belenyenice • Beydere • Bostanlar • Büyüksümbüller • Çamköy • Çamlıca • Çavuşoğlu • Çınarlıkuyu • Davutlar • Dazyurt • Demirciköy • Durasıllı • Düzlen • Emlakdere • Evrenos • Gökbel • Gökçeler • Gülbahçe • Gürle • Güzelköy • Halitli • İlyasçılar • Kağan • Kaleköy • Kalemli • Karaahmetli • Karaali • Karahüseyinli • Karakılıçlı • Karakoca • Karaveliler • Karayağcıhacılar • Karayenice • Kayapınar • Kırançiftliği • Kışlaköy • Kocakoru • Koruköy • Kozaklar • Küçükbelen • Küçüksümbüller • Maldan • Mollasüleymanlı • Müslih • Ortaköy • Osmancalı • Otmanlar • Örencik • Örselli • Pelitalan • Pınarköy • Recepli • Sakallı • Sancaklıçeşmebaşı • Sancaklıkayadibi • Sancaklıuzunçınar • Sarıahmetli • Sarıalan • Sarınasuhlar • Sarma • Siyekli • Sümbültepe • Süngüllü • Şamar • Tekeliler • Tepecik • Tilkisüleymaniye • Turgutalp • Türkmen • Uzunburun • Uzunlar • Veziroğlu • Yaylaköy • Yenice • Yeniharmandalı • Yenimahmudiye • Yeşilköy • Yukarıçobanisa • Yuntdağıköseler